# Óscar Núñez (actor cubano)
Oscar Núñez (Colón, Cuba; 18 de noviembre de 1958) es un actor cubano conocido por su papel de Oscar Martínez en la serie estadounidense de la NBC The Office.

## Biografía
Nacido en Colón, Cuba, Núñez se trasladó a Union City, Nueva Jersey, cuando tenía catorce años. Es bilingüe, habla inglés y español. Después de haber asistido a varias universidades en Nueva York, incluyendo el Fashion Institute of Technology y la Parsons School of Design para la escritura, Núñez se convirtió en un técnico certificado dental de Magna del Instituto de Tecnología Dental.

## Carrera
Núñez comenzó su carrera como comediante en Nueva York, con una fundación que realizaba de más de 300 conciertos con la sorpresa de la compañía de teatro. El grupo estaba activo en el East Village desde hacía varios años. Además de su trabajo apareció en el teatro en Nueva York y Washington D. C., antes de trasladarse a Los Ángeles a mediados de la década de 1990. En Los Ángeles se unió a The Groundlings, y mientras estaba con ellos escribió la obra Smooth Down There, en la que también actuó.
En 1997, Núñez se graduó del Taller de Escritores de Warner Brothers en comedia. En 1999, fue finalista en el Proyecto ABC de escritores latinos.
En 1998, apareció en el juego Match Game, vestido con una camisa de Dio. Núñez fue sustituto de Adán Carolla en The Man Show.
Sus apariciones en televisión incluyen Malcolm in the Middle, 24, Curb Your Enthusiasm, Reno 911, del Distrito y MADtv, además de su papel en The Office. También fue el creador y productor ejecutivo de la serie de Comedy Central Halfway Home, en la que interpretó a Eulogio Pla.
Sus créditos cinematográficos incluyen The Italian Job (como guardia de seguridad), Reno 911: Miami, When Do We Eat? y The proposal (como Ramone).
Apareció como uno de los ocho jueces en el concurso de Miss EE. UU. 2010, donde realizó una controvertida pregunta sobre la ley de Arizona de inmigrantes ilegales a Miss Oklahoma EE. UU., Morgan Woolard Isabel, la primera finalista. Fue abucheado por el público antes de terminar la pregunta, sin embargo, le pidió a la audiencia que esperara hasta que terminara la pregunta antes de reaccionar. Aunque Miss Woolard respondió que apoya la ley como una cuestión de estado de los derechos, ha añadido que ella está en contra de la discriminación racial.
En el año 2015 formó parte del elenco de la película Los 33, cinta basada en los 33 mineros atrapados bajo tierra en la Mina San José en Chile el año 2010.

## Premios y nominaciones[4]
| Año  | Premio                     | Categoría                         | Por          | Resultado |
| ---- | -------------------------- | --------------------------------- | ------------ | --------- |
| 2007 | Screen Actors Guild Awards | Reparto de serie de comedia       | The Office   | Ganadores |
| 2007 | Daytime Emmy Awards        | Programa de Banda Ancha - Comedia | The Office   | Ganadores |
| 2008 | TV Lands Awards            | Future Classic Award              | The Office   | Ganadores |
| 2008 | TV Lands Awards            | Future Classic Award              | The Office   | Ganadores |
| 2008 | ALMA Awards                | Actuación en una serie de comedia | The Office   | Nominado  |
| 2009 | Screen Actors Guild Awards | Reparto de serie de comedia       | The Office   | Nominados |
| 2009 | ALMA Awards                | Actuación en una película         | The Proposal | Nominado  |
| 2010 | Screen Actors Guild Awards | Reparto de serie de comedia       | The Office   | Nominados |
| 2010 | Imagen Foundation Awards   | Actor secundario en televisión    | The Office   | Nominado  |
| 2011 | Screen Actors Guild Awards | Reparto en serie de comedia       | The Office   | Nominados |
| 2011 | ALMA Awards                | Actor de TV - Rol secundario      | The Office   | Nominado  |